# حصار (تربت حیدریه)
حِصار به گویش کوهسرخی: حَصار نام روستایی در منطقه‌ای کوهستانی در شمال‌غربی شهرستان تربت حیدریه و در بخش بایگ، استان خراسان رضوی است. این روستا که به «بهشت گم شده» معروف است، بین روستای رودمعجن از بخش بایگ و روستای نامق، شهرستان کوهسرخ قرار دارد. حصار زمستان‌هایی بسیار سرد و تابستان‌هایی خنک و مطبوع دارد. رودخانهٔ پرآب و دائمی (رودخانه حصار) و باغات سرسبز آن مقصد گردشگران بسیاری از شهرها و روستاهای اطراف است و براساس سرشماری مرکز آمار ایران در سال ۱۳۸۵، جمعیت آن ۱٬۲۶۵ نفر (۳۹۹ خانوار) بوده است.